# Edwin Jackson
Edwin Pierre Jackson (Pau, 18 settembre 1989) è un cestista francese.
È il figlio di Skeeter Jackson.

## Carriera
Il 12 febbraio 2020 viene ceduto in prestito al Club Baloncesto Estudiantes ed alla fine della stagione esce dal contratto in essere con l'ASVEL Lyon-Villeurbanne per firmare definitivamente con l'Estudiantes.

## Palmarès

### Squadra
- Campionato montenegrino: 1

Budućnost: 2018-19
- Coppa di Francia: 1

ASVEL: 2007-08
- Copa del Rey: 1

Barcellona: 2018
- Coppa del Montenegro: 1

Budućnost: 2019

### Individuale
- LNB Pro A MVP francese: 1

ASVEL: 2012-13